# علیرضا آبیز
علیرضا حسنی آبیز (۱۵ مرداد ۱۳۴۷ در شهر آبیز، خراسان جنوبی، شاعر، مترجم و پژوهشگر ادبی ایرانی است. وی دکترای نویسندگی خلاق - شعر از دانشگاه نیوکاسلدارد و همچنین عضو جامعه مترجمان رسمی ایران، استرالیا و انگلستان است.

## زندگی‌نامه
علیرضا آبیز تحصیلات ابتدایی و متوسطه را در زادگاهش و در شهر قاین گذراند. سپس برای تحصیل در رشته زبان و ادبیات انگلیسی به مشهد رفت و مقطع کارشناسی این رشته را در دانشگاه فردوسی گذراند. وی همچنین دانشنامه کارشناسی ارشد این رشته را از دانشگاه تهران گرفت و برای ادامهٔ تحصیلات به انگلستان رفت. او فارغ‌التحصیل دورهٔ دکتری نویسندگی خلاق- شعر از دانشگاه نیوکاسل انگلستان است. آبیز از اوایل دهه ۱۳۷۰ شمسی به عنوان منتقد ادبی، مترجم و شاعر با نشریات فرهنگی- ادبی همکاری داشته‌است. آبیز در کنار فعالیت‌های ادبی (انتشار مجموعه شعر، نقد ادبی، ترجمه ادبی و سخنرانی در مجامع ادبی) مدیریت دفتر ترجمه رسمی آبیز را که در سال ۱۳۷۲ تأسیس کرده در تهران و لندن برعهده دارد.

## کتاب‌ها
- نگه دار باید پیاده شویم (مجموعه‌شعر- نارنج، ۱۳۷۷)[۴]
- روایت عشق و مرگ سرجوخه کریستوف ریلکه (اثر راینر_ماریا_ریلکه- آبیز، ۱۳۸۰)
- اسپاگتی با سس مکزیکی (مجموعه‌شعر- ثالث، ۱۳۸۳)[۵]
- هنر معاصر آفریقا (اثر سیدنی لیتلفیلد کاسفر، فرهنگستان هنر، ۱۳۸۶)[۶]
- کتاب هایکو (اثر جک کرواک، ترجمه از انگلیسی- آهنگ دیگر، ۱۳۹۰)[۷]
- از میز من صدای درختی می‌آید (مجموعه‌شعر- نگاه، ۱۳۹۲)[۸]
- کوهسنگی پلاک ۱۳ ممیز ۱ (مجموعه شعر- هندزمدیا، ۲۰۱۷)
- خط سیاه متروی لندن (مجموعه‌شعر- کتاب فانوس، ۱۳۹۶)[۹]
- درک والکات: گزیده شعرها، سخنرانی نوبل، ویژگی‌های شعر، زندگی‌نامه و سالشمار زندگی و آثار (مشکی، ۱۳۹۶)[۱۰]
- انار بجستان (مجموعه‌شعر)[۱۱]

*(Censorship of Literature in Post-Revolutionary Iran: Politics and Culture since 1979 (Bloomsbury: London, 2021

## جوایز
- برندهٔ جایزه کتاب فصل ترجمه (۱۳۸۶) برای هنر معاصر آفریقا (اثر سیدنی لیتلفیلد کاسفر، فرهنگستان هنر، ۱۳۸۶)[۱۲]
- برندهٔ چهارمین دوره جایزه شعر احمد شاملو (۱۳۹۷) برای مجموعه شعر خط سیاه، متروی لندن (کتاب فانوس، ۱۳۹۶)[۱۳]